# Munkfors Arena
Munkfors Arena är ett idrotts- och evenemangscentrum i Munkfors, Värmlands län. Anläggningen består av en modern multisporthall (invigd 2019), en ishall från 1984 samt en konstgräsfotbollsplan. Arenan drivs av Munkfors förenings- och konferenscenter i samarbete med Munkfors kommun.

## Historia
Munkfors Arena började byggas i maj 2018 och invigdes officiellt i samband med Munkfors IBK:s damlags seriepremiär i september 2019. Byggnationen var ett samarbete mellan Munkfors förenings- och konferenscenter, kommunen och lokalt föreningsliv, och uppgick till en kostnad av cirka 25 miljoner kronor. Totalt sysselsattes omkring 100 personer under byggtiden. Entreprenör var NIWA Entreprenad AB.
Den nya idrottshallen byggdes som en ersättning för den tidigare Forsnäshallen, som blivit otillräcklig i storlek, särskilt då innebandyn växt kraftigt i orten.

## Anläggningen
Munkfors Arena är sammansatt av flera sportanläggningar:
- Multisporthall (invigd 2019) – 2 000 m², spelyta 40×20 meter, fem omklädningsrum, två domarrum, storbildsskärm, ledarrum och cafeteria. Arenan har plats för cirka 400 åskådare, varav 321 sittande samt tillgängliga rullstolsplatser.

- Ishall (byggd 1984) – kapacitet cirka 1 250 stående och sittande åskådare.

- Konstgräsplan – fullstor utomhusplan för fotboll.

## Verksamhet
Munkfors Arena används av ett flertal föreningar, bland annat:
- Munkfors IBK (Innebandy)

- IFK Munkfors (Ishockey)

- Övriga lokala lag, skolor och ungdomsföreningar

Anläggningen är även värd för cuper, träningsläger, skolaktiviteter och turneringar.

## Ägare och drift
Anläggningen ägs och förvaltas av Munkfors förenings- och konferenscenter, en ideell aktör som ansvarar för drift med stöd från Munkfors kommun.